# Caripeta angustiorata
Caripeta angustiorata är en fjärilsart som beskrevs av Walker 1862. Caripeta angustiorata ingår i släktet Caripeta och familjen mätare. Inga underarter finns listade i Catalogue of Life.